# Johanneshowellia
Johanneshowellia, biljni rod iz porodice dvornikovki iz Sjeverne Amerike.
Postoje dvije priznate vrste jednogodišnjeg bilja, obje su endemi iz SAD-a (Nevada,  Utah, Kalifornija).

## Opis i povijest roda
Johanneshowellia je novi rod porodice Polygonaceae subfam. Eriogonoideae, a utvrđen je za vrstu koja je dugo poznata kao Eriogonum puberulum. Nazvana je Johanneshowellia u čast pokojnog Johna Thomasa Howella (1903.-1994.), osnovana je nova kombinacija, J. puberula, i nova vrsta, J. crateriorum. Za skupinu je predložen zajednički naziv “Howellova heljda”. Novi se rod razlikuje od ostalih članova potporodice po tome što je njegova involukralna struktura reducirana na spiralu od četiri do sedam brakteja od kojih je svaka povezana s cvjetnom peteljkom i bazalnom braktelom. U pupoljku i ranoj antezi dva vanjska (rjeđe tri vanjska) brakteja mogu biti djelomično spojena, ali obično postaju odvojena u punoj antezi. Konnatne, ternatne i folijarne brakteje na bazi čvora djeluju kao tradicionalni omotač nalik Eriogonumu koji okružuje grane cvata, ovojne brakteje i cvjetove. Članovi novog roda nalaze se u sušnom međuplaninskom području Zapada Sjedinjenih Država od okruga Inyo Co., Kalifornija, preko Nevade do zapadnog Utaha.

## Vrste
1. Johanneshowellia crateriorum Reveal
2. Johanneshowellia puberula (S.Watson) Reveal

## Vanjske poveznice
- Flora of North America